# Velika nagrada Francije 1934
Velika nagrada Francije 1934 je bila druga dirka Grandes Épreuves v sezoni 1934. Odvijala se je 1. julija 1934 na dirkališču Autodrome de Linas-Montlhéry. Pred 80,000 gledalci so trojno zmago dosegli dirkači moštva Scuderia Ferrari, Louis Chiron, Achille Varzi ter skupaj Carlo Felice Trossi in Guy Moll, v dirkalniku Alfa Romeo P3. Na dirki sta nemški moštvi Mercedes-Benz in Auto Union predstavili svoja nova dirkalnika, Mercedes-Benz W25 in Auto Union Typ A, ki sta se izkazala za zelo hitra, toda še ne dovolj zanesljiva, kajti prav vsi njihovi dirkači so odstopili zaradi mehanske okvare dirkalnika. 

## Poročilo

### Pred dirko
Čeprav je dirka za Veliko nagrado Francije veljala za najpomembnejšo dirko sezone, pa je s prijavo nemških moštev Mercedes-Benz in Auto Union z novima dirkalnika Mercedes-Benz W25 in Auto Union Typ A, dirka le še pridobila na pomembnosti. Bilo je očitno, da si dirkači omenjenih moštev zelo želijo uspeha na svoji prvi dirki, kot tudi da jim bodo izkušeni dirkači Alfe Romeo, Bugattijev in Maseratijev poskušali uspešno parirati. 
Sama dirka je bila načrtovana za 1. julija, toda Mercedesovi dirkači so z dvema dirkalnikoma na dirkališču prišli že dva tedna prej. To je bilo nenavadno, saj so moštva običajno na dirke prihajale tik pred začetkom prostih treningov, ki so običajno potekali tri ali štiri dni pred samo dirko. Glavni up moštva, Rudolf Caracciola, je že dolgo veljal za najboljšega nemškega dirkača. Dirkal je že dvanajst let, od svojega enaindvajsetega rojstnega dneva, in je že petkrat zmagal na dirki za Veliko nagrado Nemčije. Ob njem sta bila v moštvu še Manfred von Brauchitsch, ki je bil star devetindvajset let in čeprav še zdaleč ni imel Caracciolovih izkušenj, pa je že dokazal svoje kvalitete, in Luigi Fagioli, ki je z dirkalnikom Maserati požel velike uspehe, in je bil italijanski prvak za leto 1933, v moštvu pa se je po hitrosti lahko meril z najboljšima nemškima dirkačema. Rezervni dirkač moštva je bil Ernst Henne, ki je držal kopenski hitrostni rekord za motocikliste, in je želel slediti Nuvolariju, Varziju in ostalim uspešnim motociklistom, ki so bili zelo uspešni tudi na avtomobilističnih dirkah. 
Moštvo za trening ni smelo uporabljati celotnega dirkališča, kajti del steze je bil zaprt. Dirkališče je bilo sila nenavadno, kajti leta 1924 zgrajenemu dirkališču Linas-Montlhéry so leto kasneje dodali še cestni odsek, to je bil tisti del, po katerem niso smel dirkati. Dirkališče ima obliko velikanske sklede obsega okoli 2,5 km, dve nasprotni ravnini tvorita ovalno obliko. Na eni strani ti dve ravnini povezuje odsek javnih cest, ki je izbran tako, da vsebuje raznovrstne ovinke. Skupna dolžina dirkališča je okoli 12,55 km. 
Na prostih treningih je bilo očitno, da so se dirkači Alfe Romeo, Mercedesa in Auto Uniona vsi sposobni spustiti pod rekord kroga za vsaj sekundo. Mercedesovi dirkači so bili zaskrbljeni zaradi svoji pnevmatik, ki so se obrabile že po desetih do dvanajstih krogih, zato so vadili postanke v boksih z menjavo pnevmatik. Auto Union je imel težavo s črpalko za gorivo, toda po dnevu testiranja so težavo odpravili. Vžig na Maseratiju Étancelina ni deloval dobro, Bugattiji pa so imeli težavo s svečkami. Cel zadnji del prostih treningov je minil v poskusu moštev, da odpravijo te težave, zato je bilo večer pričakovanje, da bo večina dirkačev končala dirko.  
Napoved favorita za zmago je bila zelo težka in nehvaležna, saj so člani moštev zelo različno napovedovali zmagovalca. Francozi niso želeli priznati, da sta nemška dirkalnika dovolj dobra za zmago, ker naj bi Bugattijevi dirkači, Nuvolari, Dreyfus, in Benoist, vsi zelo dobro poznali dirkališče. Ob tem je moštvo Bugatti sodelovalo na dirkah za Veliko nagrado že leta, medtem ko sta Mercedes in Auto Unions novinca na tem področju. Scuderia Ferrari, ki je že nekaj let dominirala na dirkah za Veliko nagrado, je nemške dirkalnike označila kot edine, ki so jim lahko nevarni za zmago. Chiron je verjel, da lahko s svojo Alfo Romeo krog na dirki odpelje okoli petih minut, kar bi bilo pet sekund hitreje od rekorda dirkališča, če bi bilo to potrebno. Ob tem je izpostavil še dejstvo, da je dirka dolga 508 km na zelo zahtevnem dirkališču, zato bi lahko nove dirkalnike prizadela nezanesljivost. Mercedesovo moštvo je menilo, da bo dirka odločena med njimi in Auto Unionom, čeprav so možnosti pripisovali tudi Ferrarijevemu moštvu predvsem zaradi večjih izkušenj in že preizkušenih dirkalnikom. Auto Uniononovi dirkači so trdili, da je dirkališče ravno pravšnje za perfektnost njihovih dirkalnikov, tako da so odkrito računali na zmago. Za Maseratijeva dirkača je bilo težko karkoli napovedati, saj sta se ob tem, da sta bila kar hitra,
večino prostih treningov ubadala s težavami. 

### Dirka
Že ob zori so na dirkališče začeli prihajati gledalci. Vreme je bilo sončno in zelo vroče, do poldneva se je zbrala že velika množica gledalcev. V zadnjem trenutku je postalo jasno, da Hermann zu Leiningen zaradi bolezni ne bo mogel dirkati, tako da sta na štartu ostala le še dva dirkača Auto Union, na štartni vrsti pa je ostalo trinajst dirkačev. Uro pred dirko je bilo na dirkališču 80,000 gledalcev, kar je rekord za to dirkališče. 
Štart dirke je bil načrtovan za drugo uro popoldne. Četrt ure prej so dirkalnike pripeljali na štartna mesta, vsakega dirkača pa so ob predstavitvi z aplavzom pozdravili gledalci. Velika tribuna na strani dirkališča je bila popolnoma polna, gledalci so bili vzdolž dirkališča za ogrado. Točno minuto pred štartom so zagnali motorje, mehaniki so to storili ročno z zaganjalno kljuko, kar je bil edini dovoljen način. 
Štart je najbolje uspel Chironu, za njim pa so bili Caracciola, Varzi, Dreyfus in Stuck. Fagioli, ki je štartal s povsem zadnjega štartnega mesta, je prehitel oba Maseratija in že napadal von Brauchitscha. Ob koncu prvega kroga je še vedno vodil Chiron, sledil mu je Caracciola, medtem ko je Dreyfus uspel prehiteti Varzija in se prebiti na tretje mesto. Vodilni štirje so v prvo šikano drugega kroga zapeljali popolnoma skupaj, z nekaj deset metri zaostanka pa jim je sledila druga skupina dirkačev. V ovinku Fôret se na prvih dveh mestih ni nič spremenilo, za njima pa sta se borila Varzi in Stuck. Von Brauchitsch, Trossi, Dreyfus in Nuvolari so že zaostajali nekaj deset metrov, Momberger pa je vse bolj zaostajal. 
Na ravnini je bil Fagioli zelo hiter, in v ovinku Fôret mu je uspelo prehiteti Dreyfusa, nato je pri Virage du Gendarme prehitel Trossija, kasneje še von Brauchitscha, v zadnjem delu kroga pa je že ujel in napdal Varzija in Stucka. Do vstopa v štartno-ciljno ravnino je bil že tretji in je za vodilnima zaostajal le dve sekundi. Chironu so še vedno sledili trije nemški dirkalniki, nato pa Varzi, von Brauchitsch in Trossi, z nekaj zaostanka pa Dreyfus, Nuvolari, Zehender, Étancelin, Benoist in še vedno zadnji Momberger, ki je imel težave z dirkalnikom. V naslednjem krogu je Stuck napadel Fagiolija, ki se je ravno pripravljal na napad na Caracciolo. V ovinku Les Biscornes je ujel nemškega šampiona in ga pred ovinkom Fôre tudi uspel prehiteti, kot tudi Stuck, ki je bil tik za njim. V drugem delu kroga sta se Fagioli in Stuck borila za drugo mesto, več kot kilometer in pol sta peljala kolo ob kolesu, nato pa se je dirkač Auto-Uniona le prebil na drugo mesto. 
Ob koncu naslednjega kroga je imel vodilni Chiron le še pol sekunde prednosti pred Stuckom, Fagioli je bil tretji, Caracciola zdaj četrti. Nuvolari je upočasnil in zapeljal v bokse, kjer so mu zamenjali svečke, ob vrnitvi na stezo pa je zaostajal že dve minuti. Medtem je v tretjem krogu Stuck začel napadati vodilnega Chirona, ki ga je uspešno zadrževal do kratke ravnine Les Biscornes, kjer ga je Stuck prehitel in mu začel bežati. V ovinku Fôret je imel novi vodilni že dve sekundi prednosti, na nasprotni ravnini je prednost podvojil, do konca kroga pa je imel že pet sekund prednosti, ob tem pa je postavil še rekord dirkališča. Ko so gledalci zagledali Chirona na druge mestu, so z močnim vpitjem skušali spodbuditi Monačana, ki so ga francoski gledalci imeli za svojega, da bi ujel vodilnega Stucka. Fagioli in Caracciola sta bila skupaj na tretjem in četrtem mestu, Varzi in Trossi pa sta zaostajala še nadaljnje dve sekundi. Ob prihodu naslednje večji skupine dirkačev na štartno-ciljno ravnino je bilo jasno, da je bil Étancelin v težavah, saj se je iz izpušne cevi njegovega dirkalnika močno kadilo, toda vseeno je nadaljeval po stezi. 
Chiron ni niti poskušal ujeti vodilnega Stucka, raje je varčeval z materialom in računal, da Auto Union pred njim ne bo zdržal napora celotne dirke. Ob koncu četrtega kroga je bil vrstni red pri vrhu nespremenjen, Stuck je bil še vedno podobno hiter, Chiron pa je nekoliko povečal prednost pred Fagiolijem in Caracciolo. V naslednjih krogih je Stuck peljal vseskozi nekoliko hitreje, toda Chirona se mu ni uspelo otresti, celo nekoliko se mu je približal. Ob koncu osmega kroga je bila razlika med vodilnima okoli 140 m, Fagioli je zaostajal že 400 m, Caracciola pa še dodatnih 80 m. Varzi, von Brauchitsch in Trossi so še vedno dirkali skupaj, ostali dirkači pa so imeli že velik zaostanek. Prvi med njimi je bil Dreyfus, vse več dirkalnikov pa je imelo težave. Zehender se opravil postanek v boksih za dolivanje vode in olja, Nuvolari je še drugič zamenjal svečke, imel pa je tudi težave z menjalnikom, tako da je dirkalnik prevzel rezervni dirkač Bugattija Jean-Pierre Wimille. 
Ob začetku devetega kroga je bil vrsti red pri vrhu nespremenjen, Fagioliju pa je moštvo sporočilo, naj začne dirkati na polno in ujame dirkače pred seboj. V istem krogu pa se je tudi Chiron odločil, da bo poskusil ujeti vodilnega dirkača Auto Uniona. Chiron je začel loviti vodilnega Stucka, medtem ko je oba lovil Fagioli. Zdaj je postala jasna taktika Chirona. Na začetku dirke je povedel in prisilil dirkače nemških moštev v dirkanje na polno, nato pa je pustil Stucka mimo, toda ostal v njegovi bližini, da je moral Nemec še vedno dirkati na polno. Toda zdaj so se v bitko za zmago začeli vmešavati tudi Mercedesovi dirkači. Razlike med vodilnimi dirkači so se vztrajno manjšale, ob bstopu na štartno-ciljno ravnino je bil Chiron le okoli deset metrov za Sruckom, zaradi česar je bil deležen glasnega aplavza gledalcev, saj je bilo jasno da se bori za vodstvo. Fagioli in Caracciola sta se jima še nekolo bolj približala, sledil jima je Varzi, von Brauchitsch pa je upočasnil in zapeljal v bokse, kjer so mehaniki skoraj dve minuti in pol delali na njegovem super kompresorskem motorju, po končanem delu dirkalnik ni več imel surovega zvoka z začetka dirke. 
Na ravnini pred ovinkom Fôret je Chiron ujel Stucka, in ga na nasprotni ravnini prehitel, kar je na vzhodni tribuni sprožilo val navdušenja. Stuck je začel izgubljati proti Chironu, Fagioli pa je bil vse bližje obema. Momberger je zapeljal v bokse in kot prvi na dirki odstopil v desetem krogu. Fagioli je medtem že ujel in prehitel Stuck, ob tem pa postavil nov rekord dirkališča. Ob koncu enajstega kroga je bil že tik za vodilnim Chironom, Caracciola in Varzi pa sta tudi prehitela Stucka, ki je zapeljal na postanek v bokse na menjavo pnevmatik. Ob vrnitvi na stezo je že močno zaostajal, tako da ni bil več v konkurenci za zmago. Chiron se je zavedal dejstva, da ga Fagioli hitro lovi, zato je pospešil, kljub temu pa je bila razlika ob začetku naslednjega kroga le še okoli štirideset metrov. V dvoboju sta vodilna že na dokaj veliko razdaljo ušla tretje uvrščenemu Caraccioli, ki je imel okoli dve sekundi prednosti pred Varzijem. Sledili so še Trossi, Dreyfus in Stuck, ki se je močno prizadeval nadoknaditi izgubljen čas, Zehender, Wimille in von Brauchitsch, ki je ponovno zapeljal v bokse. Po ponovnem pregledu motorja s strani mehanikov je odstopil. 
V ospredju je potekala dvojna bitka, v trinajstem krogu sta tako Chiron kot tudi Fagioli izenačila rekord dirkališča, v ozadju pa sta se za tretje mesto borila Caracciola in Varzi. Toda boja za vodstvo je bilo konec v štirinajstem krogu, ko je Fagioli, ki je že skoraj lahko napadel vodilnega Chirona, nenadoma upočasnil, Chiron pa je v tem krogu še enkrat izenačil rekord dirkališča. Za Chironom je na štartno-ciljno ravnino zapeljal Varzi, ki je uspel prehiteti Caracciolo, medtem ko je Fagioli ustavil pri ovinku Les Biscornes, zaradi okvare zavornega sistema. Tako sta bila zdaj Ferrarijeva dirkača z dirkalnikoma Alfa Romeo v dvojen vodstvu, Caracciolo pa so tudi prizadele težave z dirkalnikom. V naslednjem krogu je zapeljal na postanek v boksi, kjer so nalili vodo, gorivo in zamenjali pnevmatike, toda že v krogu, ko je zapeljal iz boksov nazaj na stezo, je odstopil v ovinku Les Biscornes, ob svojem moštvenem kolegu. 
Von Brauchitsch je odstopil v dvanajstem krogu, Fagioli v štirinajstem, Caracciola pa v šestnajstem, tako da je bilo moštvo Mercedesa v vsega šestih krogih brez dirkača na dirki. Tudi Momberger je će odstopil, tako da je nemški moštvi zastopal le še drugi Auto Unionov dirkač Stuck, ki pa je za vodilnim Chironom zaostajal že za polni krog, medtem ko je dirkalo le še osem dirkačev. Vodilna trojica, Chiron, Varzi in Benoist so dirkali brez težav, ostalih pet pa se je otepalo različnih težav z dirkalnikom. Trossi je imel težave z menjalnikom, pri katerem sta delovali le še dve prestavi, tako da je dirkalnik kljub okvari prevzel mladi Guy Moll. Zehender je izgubil veliko časa ob postanku v boksih, kjer so mehaniki popravljali zadnje vzmetenje. Dreyfus je po menjavi svečk v boksi le krog kasneje odstopil, podobno pa se je kmalu zatem pripetilo še Wimillu. 
Nato je vodilni Chiron, ki je imel zdaj izdatno vodstvo, zapeljal na postanek v boksih na menjavo pnevmatik in dolivanje goriva. Po, za tisti čas hitrem postanku 92-ih sekund, je zapeljal nazaj na stezo na drugo mesto, vodstvo pa je prevzel Varzi, toda le za krog, kajti kmalu je tudi Varzi opravil postanek v boksih. Stuck je začel zdaj pridobivati proti dirkačev pred njim, tudi po petnajst sekund na krog, toda nato je zapeljal na svoj drugi postanek v boksih. Ob tem ga je prehitel mladi Moll, tako da je imelo Ferrarijevo moštvo po dobri polovici dirke kar trojno vodstvo. Varzi je začel loviti Chirona, Moll pa je začel napadati Varzija. V štiriindvajsetem krogu je imel vodilni Chiron štiri minute in dvajset sekund prednosti pred Varzijem, Moll pa je za njim zaostajal še pol minute. Dva kroga kasneje se je Chironovo vodstvo manjšalo na tri minute in petindvajset sekund, medtem ko se je Moll Varziju pribložal na sedemindvajset sekund. Ob prvih štirih, sta dirkala le še Benoist in Zehender, ostali pa so odstopili zaradi hudega tempa dirke v veliki vročini. Benoist je zapeljal na postanek v boksih, kjer so mu zamenjali svečke, toda zaradi težav z zaganjanjem motorja je postanek trajal kar štiri minute. V istem času je na postanek zapeljal tudi Zehender, da so v njegovega Maseratija dolili vodo. Kmalu za tem pa je v bokse zapeljal še Stuck, ki so mu dolili gorivo in zakrpali luknjo v hladilnem sistemu. Že med postankom mehaniki niso delovali ravno optimistično in že v naslednjem krogu je Stuck ponovno zapeljal v bokse, kjer je tokrat odstopil kot zadnji dirkačev obeh nemških moštev.
Sedem krogov pred koncem je Zehender ponovno zapeljal v bokse. Mehaniki so se trudilo popraviti zadnje vpetje, toda ni ji uspelo, in tudi Italijan je odstopil. Štiri kroge pred ciljem je vodil še vedno Chiron, Moll pa je po postanku Varzija držal drugo mesto. Varzi je bil zdaj tretji, četrti pa Benoist, ki je z delno okvarjenim motorjem že močno zaostajal, bil je pa zadnji uvrščeni dirkač. Dva kroga pred ciljem je Moll zapeljal na postanek v bokse, tako da je Varzi ponovno prevzel drugo mesto. Chiron je zmagal tri minute in sedemnajst sekund pred Varzijem, mladi Moll pa je bil tretji s še minuto zaostanka, Benoist pa je dirko končal s štirim krogi zaostanka.

### Po dirki
Dirka je pokazala, da sta nova dirkalnika nemških moštev še kako konkurenčna. Dirka je bila praktično odločena v prvi uri, toda tako Mercedes kot tudi Auto Union sta pokazala, da se po sami hitrosti lahko kosata z zmagovalnim dirkalnikom. Odstop je bil posledica dejstva, da je bila steza za dirkalnike bolj naporna, kot so pričakovali, posebej so trpeli menjalniki in zavore. Po navadi je za pripravo popolnoma novega dirkalnika potrebo enoletno testiranje, nemška dirkalnika pa sta se že na prvi preizkušnji pokazala kot dobro zasnovana in zelo hitra. Mercedesovi dirkalniki so na začetku organiziranega dirkanja dirkali že petindvajset let, tako da so imeli izkušnje izpred let, Auto Union pa je bila povsem nova tovarna, zasnova dirkalnika pa je bila revolucionarna. Njihova hitrost na tej dirki je napovedovala, da bodo, ko bo mehanikom uspelo odpraviti težave z zanesljivostjo, dominantna sila v dirkaškem športu. Najbolj izstopajoča lastnost nemških dirkalnikov je bilo neodvisno vzmetenje na vseh štirih kolesih, zaradi česar so se lahko mnogo bolje državi steze od konkurence z običajnim vzmetenjem. Zaradi tega so se odprla tudi vprašanja glede varnosti, kajti s tako zasnovo so lahko hitrosti močno povečajo. 

## Rezultati

### Štartna vrsta
Štartno vrsto je določil žreb.
| 1. vrsta | 3. poz.            |                         | 2. poz.               |                          | 1. poz.                       |
|          | Varzi Alfa Romeo   |                         | Stuck** Auto Union    |                          | *                             |
| 2. vrsta |                    | 2. poz.                 |                       | 1. poz.                  |                               |
|          |                    | Momberger*** Auto Union |                       | Caracciola Mercedes-Benz |                               |
| 3. vrsta | 3. poz.            |                         | 2. poz.               |                          | 1. poz.                       |
|          | Benoist Bugatti    |                         | Nuvolari Bugatti      |                          | Chiron Alfa Romeo             |
| 4. vrsta |                    | 2. poz.                 |                       | 1. poz.                  |                               |
|          |                    | Trossi Alfa Romeo       |                       | Dreyfus Bugatti          |                               |
| 5. vrsta | 3. poz.            |                         | 2. poz.               |                          | 1. poz.                       |
|          | Étancelin Maserati |                         | Zehender Maserati     |                          | von Brauchitsch Mercedes-Benz |
| 6. vrsta |                    |                         | 1. poz.               |                          |                               |
|          |                    |                         | Fagioli Mercedes-Benz |                          |                               |

- * - Stuck ni štartal s svojega najboljšega štartnega položaja.
- ** - Stuck je dirkal z Mombergerjevim dirkalnikom.
- *** - Momberger je dirkal z zu Leiningenovem dirkalnikom.

### Dirka
| Poz | Št | Dirkač                             | Moštvo                     | Dirkalnik         | Krogi | Čas/Odstop        | Št. m. |
| --- | -- | ---------------------------------- | -------------------------- | ----------------- | ----- | ----------------- | ------ |
| 1   | 12 | Louis Chiron                       | Scuderia Ferrari           | Alfa Romeo P3     | 40    | 3:39:14,6         | 6      |
| 2   | 6  | Achille Varzi                      | Scuderia Ferrari           | Alfa Romeo P3     | 40    | + 3:17,3          | 3      |
| 3   | 20 | Carlo Felice Trossi Guy Moll       | Scuderia Ferrari           | Alfa Romeo P3     | 40    | + 4:09,2          | 10     |
| 4   | 16 | Robert Benoist                     | Automobiles Ettore Bugatti | Bugatti T59       | 36    | +3 krogi          | 8      |
| Ods | 24 | Goffredo Zehender                  | Officine Alfieri Maserati  | Maserati 8C       | 33    | Zadnje vpetje     | 12     |
| Ods | 2  | Hans Stuck                         | Auto Union AG              | Auto Union A      | 32    | Motor             | 2      |
| Ods | 14 | Tazio Nuvolari Jean-Pierre Wimille | Automobiles Ettore Bugatti | Bugatti T59       | 17    | Prenos            | 7      |
| Ods | 18 | René Dreyfus                       | Automobiles Ettore Bugatti | Bugatti T59       | 16    | Motor             | 9      |
| Ods | 8  | Rudolf Caracciola                  | Daimler-Benz AG            | Mercedes-Benz W25 | 15    | Črpalka za gorivo | 4      |
| Ods | 30 | Luigi Fagioli                      | Daimler-Benz AG            | Mercedes-Benz W25 | 14    | Zavore            | 14     |
| Ods | 22 | Manfred von Brauchitsch            | Daimler-Benz AG            | Mercedes-Benz W25 | 11    | Motor             | 11     |
| Ods | 26 | Philippe Étancelin                 | Privatnik                  | Maserati 8CM      | 11    | Motor             | 13     |
| Ods | 4  | August Momberger                   | Auto Union AG              | Auto Union A      | 10    | Volan             | 5      |
| DNS | 10 | Hermann zu Leiningen               | Auto Union AG              | Auto Union A      |       | Bolezen           | 1      |
| DNS | 12 | Ernst Henne                        | Daimler-Benz AG            | Mercedes-Benz W25 |       | Rezervni dirkač   | 6      |
| DNS | 12 | Peter de Paolo                     | Ecurie Braillard           | Maserati 8CM      |       | Poškodba dirkača  | 6      |
| WD  | 28 | Raymond Sommer                     | SEFAC                      | SEFAC             |       | Umik              |        |